# Alfred zu Stolberg-Stolberg
Graf Alfred Friedrich Leopold Nicolaus Julius zu Stolberg-Stolberg (* 18. November 1835 in Brauna; † 1. Oktober 1880 auf der Seefahrt von Bordeaux nach Madeira) war ein deutscher Rittergutsbesitzer und Reichstagsabgeordneter.

## Leben
Alfred war der Sohn von Johann Peter Cajus zu Stolberg-Stolberg. Er besuchte das Jesuitenkolleg in Tournay, die Rheinische Ritterakademie in Bedburg. Nach dem Abitur begann er an der Rheinischen Friedrich-Wilhelms-Universität zu studieren. 1856 wurde er im Corps Borussia Bonn aktiv. Als Inaktiver wechselte er an die Universität Innsbruck und die Friedrich-Wilhelms-Universität zu Berlin.
Nach dem Studium war er Auskultator beim Appellationsgericht und Referendar bei der  Regierung in Münster. Als Malteser-Ritter war er Teilnehmer an der freiwilligen Krankenpflege im Deutsch-Dänischen Krieg, im Deutschen Krieg und Deutsch-Französischen Krieg.
1872 bis 1876 war er Mitglied des Preußischen Abgeordnetenhauses, zunächst für den Wahlkreis Aachen 3 (Düren – Jülich, ab 1873 für den gleichen Wahlkreis, den er auch im Reichstag vertrat. Im März 1873 wurde er durch Ersatzwahl für den verstorbenen Abgeordneten Eduard Böhmer) für den Wahlkreis Regierungsbezirk Koblenz 2 (Neuwied-Altenkirchen), diesen Wahlkreis vertrat er bis 1878, für das Zentrum Mitglied des Reichstags.

## Familie
Er heiratete 1866 Anna von Arco-Zinneberg, eine Tochter des Grafen Maximilian von Arco-Zinneberg. Das Paar hatte folgende Kinder:
- Friedrich Leopold (* 1. Juli 1868; † 4. September 1955) ⚭ Gräfin Maria von Spee (* 23. Juni 1895; † 30. Oktober 1975)
- Maria Pia (* 21. August 1870; † 1. September 1913) ⚭ Freiherr Moritz von und zu Franckenstein (* 18. März 1869; † 24. Januar 1931)
- Leopoldine (* 13. September 1872; † 2. Januar 1948)
- Sophie (* 31. Mai 1874; † 22. Januar 1945) ⚭ Graf Johannes-Edgar Henckel von Donnersmarck (* 24. Juni 1861; † 17. Oktober 1911)